# Mário Antônio da Silva
Mário Antônio da Silva (ur. 17 października 1966 w Itararé) – brazylijski duchowny katolicki, arcybiskup Cuiaby od 2022.

## Życiorys
Święcenia kapłańskie przyjął 21 grudnia 1991 i został inkardynowany do diecezji Jacarezinho. Był m.in. ojcem duchownym i rektorem niższego seminarium, koordynatorem ds. duszpasterstwa powołań oraz kanclerzem kurii.
9 czerwca 2010 papież Benedykt XVI mianował go biskupem pomocniczym archidiecezji Manaus oraz biskupem tytularnym Arena. Sakry udzielił mu 20 sierpnia 2010 ówczesny arcybiskup metropolita Cascavel – Mauro Aparecido dos Santos.
22 czerwca 2016 papież Franciszek mianował go biskupem diecezji Roraima.
23 lutego 2022 został mianowany arcybiskupem metropolitą Cuiaby. 